# 第26回東京国際映画祭
第26回東京国際映画祭（だい26かいとうきょうこくさいえいがさい）は、2013年10月17日（木）から10月25日（金）の9日間に開催された東京国際映画祭。

## 概要
第26回東京国際映画祭の概要は、2013年9月19日に発表された。上映スケジュールは、映画祭公式サイトに9月27日にアップされた。
東京の六本木で開催される。六本木が主要会場になるのは、第17回（2004年）から10回連続。六本木のみで開催されるのは、第22回（2009年）・第23回（2010年）に続いて3回目。上映会場にはTOHOシネマズ六本木ヒルズ（スクリーン1〜3・5〜7）、シネマート六本木（スクリーン1・4 / 10月19・20・25日のみ）が使われ、コンペティション、特別招待作品、アジアの未来、日本映画スプラッシュ、ワールド・フォーカスの計5部門の自主企画と特別上映や、みなと上映会、文化庁映画週間などの共催・提携企画が行われる。
オープニング作品は『キャプテン・フィリップス』、クロージング作品は『清須会議』。コンペティション部門には、93もの国と地域から過去最多の1463本の応募があり、その中から上映作品15本が選ばれた。
第24回から行われている「学生の当日料金＝500円」は、第26回でも引き続き行われる。オープニング・クロージング作品と円谷プロ50周年企画上映以外の全ての作品において、上映当日に販売されるチケットの学生料金が500円となる（第24回・第25回は会場での販売のみだったが、第26回ではオンライン上でも購入可能になった）。ちなみに、学生の当日料金が500円となる作品の学生以外の一般当日料金は、一般前売り料金と同額の1000円・1300円・2000円である。
第25回で初めて行われた電子チケットサービスによるチケット販売が、第26回でも引き続き行われる。携帯電話・スマートフォン・パソコンなどから購入し、事前に各上映のQRコードの画像をダウンロードしておき、劇場入口で読み取らせて紙の券を発行し、入場する。
この第26回から、インスタントメッセンジャーのLINEのLINE@に東京国際映画祭の公式アカウントが作られた。
2013年3月31日に任期満了で東京国際映画祭チェアマンを退任した依田巽に代わり、4月1日から東京国際映画祭ディレクター・ジェネラルに椎名保（角川書店取締役相談役）が就いた。映画祭トップの交代により、以下のように第26回の映画祭から様々なリニューアルがなされた。
映画祭ロゴが、円の中に6人の人間が描かれたロゴ（第21回からは緑色にリニューアルされていた）から、「HEART MOVIE」と題された赤いハートマークをモチーフにしたロゴに変更された。
この第26回から、「アジアの未来」部門、「日本映画・スプラッシュ」部門、「ワールド・フォーカス」部門が始まった。新部門「アジアの未来」は、第15回〜第25回の「アジアの風」部門を発展させ、長編2本目までの監督作品のみのコンペティションにした部門。「日本映画・スプラッシュ」部門は、第17回〜第25回の「日本映画・ある視点」部門をリニューアルさせた部門。「ワールド・フォーカス」部門は、「アジアの風」部門と第20回〜第25回の「WORLD CINEMA」（第20回のみ「ワールドシネマ」）部門とを合わせてリニューアルさせた部門。第21回から始まった「natural TIFF」部門は廃止された。
「アジアの未来」部門の第26回の上映作は8本である（うち1本は日本映画）。なお、第26回では「ワールド・フォーカス」部門にて「台湾電影ルネッサンス2013」（5本上映）、「ディスカバー亜洲電影」（1本上映）の特集（第25回までなら「アジアの風」部門に入っていた特集）と他に6本のアジア映画が上映される。アジア映画部門は、これらを合わせても20本なので、新部門「アジアの未来」に変わって、規模が縮小されたことになる。
ちなみに、第15回から第25回まで行われた「アジアの風」部門では、第17回〜第19回、第21回〜第23回の6回では35本以上の長編が上映されていた。
コンペティション部門のプログラミング・ディレクターは矢田部吉彦。アジアの未来部門は石坂健治。
この第26回では初日も最終日も平日で、映画祭期間内の週末（土日）が1回のみになった。これは東京国際映画祭史上初めて。第1回〜第25回では、映画祭期間中の週末（土日）は2回あった。
クロージング作品の『清須会議』の上映は映画祭最終日ではなく、その前日の10月24日に行われた。クロージング作品の上映日が映画祭最終日ではないのは、東京国際映画祭史上初めて。
この第26回から、チケット代が一部値上げされた。コンペティション部門の一般前売（当日料金も同額）が前回までの1000円から1300円に、特別招待作品の一般前売（当日料金も同額）が前回の1800円から2000円になった。
この第26回から、前売り券が全ての上映で1次販売と2次販売との2回に分けて発売され、当日券は前売り券が完売していない上映に限り販売された（第13回、第15回、第19回〜第25回などでは前売り券完売の回も含む全ての上映で当日券が販売された）。
オフィシャルデジタルパートナーにヤフー株式会社と株式会社GyaOが選ばれ、映画祭の公式ウェブサイトがYahoo! JAPAN内に初めて作られた。このため、公式サイトのウェブページ上に映画祭とは無関係な広告が表示されるようになった。また、映画祭公式サイトの作品紹介ページに「Yahoo!映画」の作品ユーザーレビューが載るようになった。

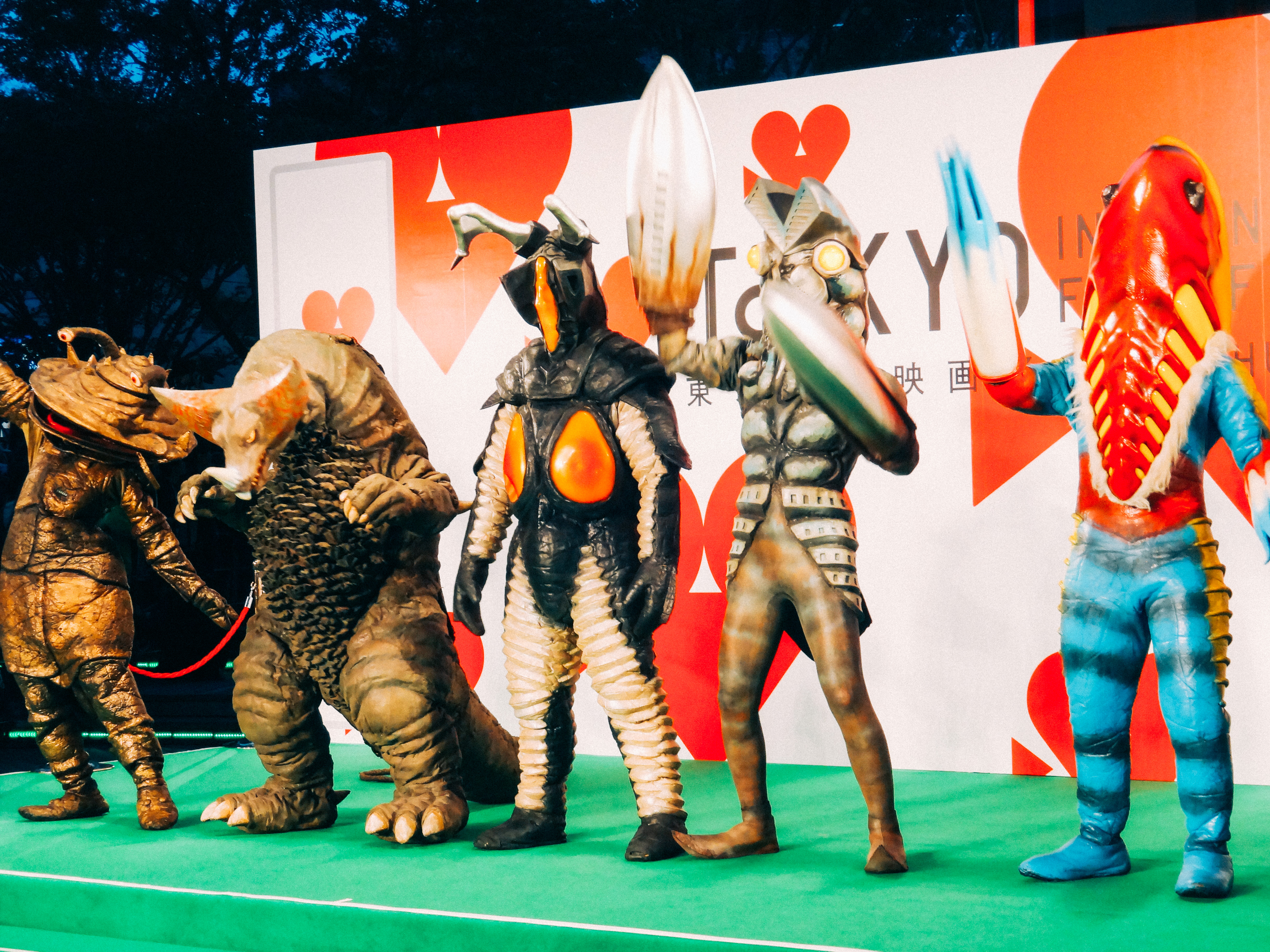
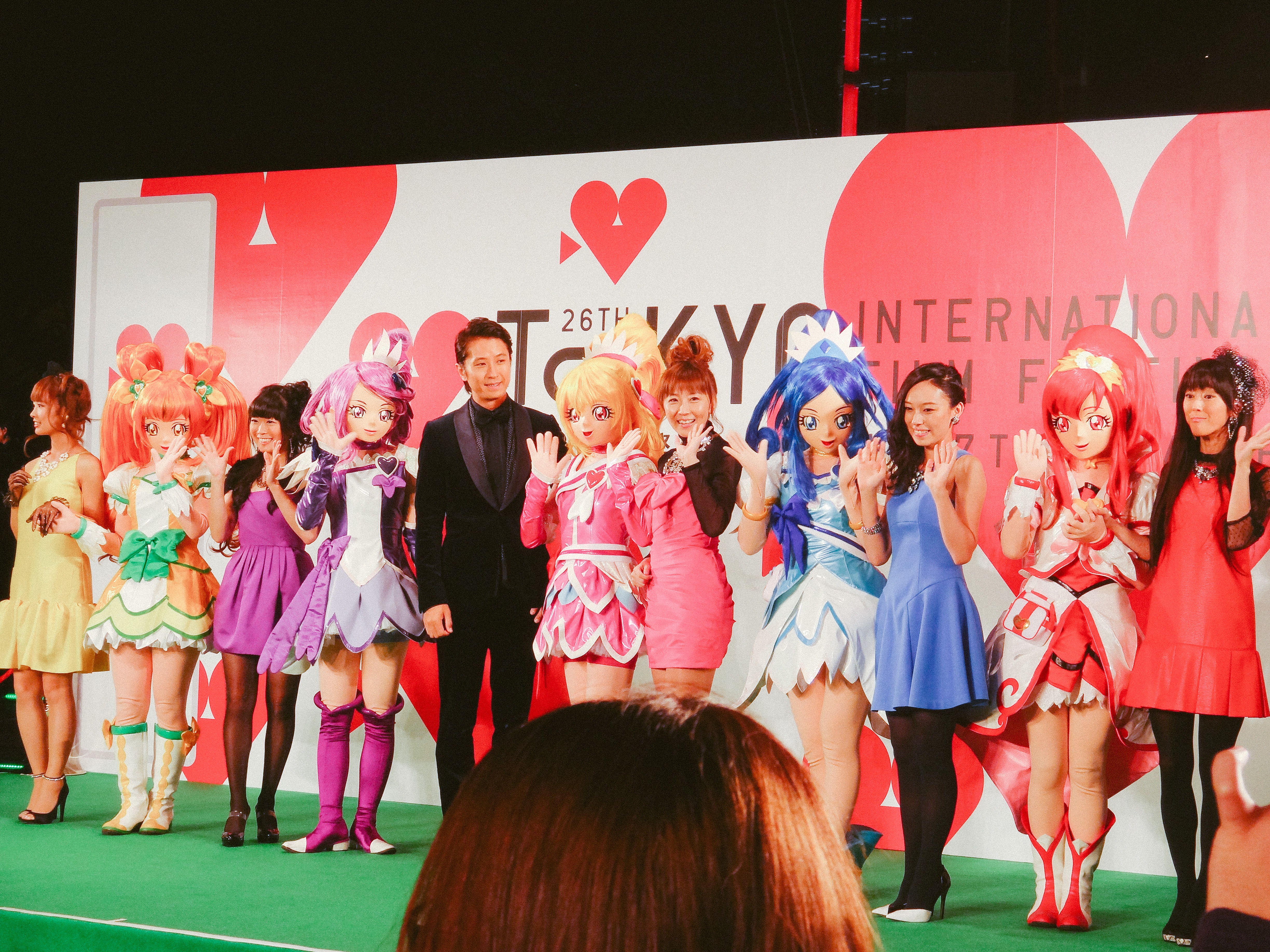

## 上映作品
ワールド・プレミアは世界初上映、インターナショナル・プレミアは製作国以外で初上映、アジアン・プレミアはアジアにて初上映となったことを意味する。

### コンペティション部門
| 上映題 （劇場公開題・DVD題）                                                           | 英語題 （原題）                                           | 監督                                        | 製作国                         | 備考 |
| -------------------------------------------------------------------------------------- | --------------------------------------------------------- | ------------------------------------------- | ------------------------------ | --- |
| ほとりの朔子                                                                           | Au revoir l' été                                          | 深田晃司                                    | 日本 · アメリカ合衆国          | ワールド・プレミア上映 2014年1月18日に日本で劇場公開                                                                                  |
| ある理髪師の物語                                                                       | Barber's Tales (Mga Kuwentong Barbero )                   | ジュン・ロブレス・ラナ                      | フィリピン                     | 最優秀女優賞 受賞 ワールド・プレミア上映                                                                                              |
| ルールを曲げろ                                                                         | Bending the Rules (GHAEDEYE TASADOF )                     | ベーナム・ベーザディ                        | イラン                         | 審査員特別賞 受賞 ワールド・プレミア上映                                                                                              |
| ブラインド・デート                                                                     | Blind Dates (Brma Paemnebi )                              | レヴァン・コグアシュビリ                    | ジョージア                     | アジアン・プレミア上映 |
| 捨てがたき人々                                                                         | Disregarded People                                        | 榊英雄                                      | 日本                           | ワールド・プレミア上映 2014年6月7日に日本で劇場公開                                                                                   |
| ザ・ダブル/分身 （嗤う分身）                                                           | The Double                                                | リチャード・アイオアディ                    | イギリス                       | アジアン・プレミア上映 2014年11月8日に日本で劇場公開                                                                                  |
| ドリンキング・バディーズ （ドリンキング・バディーズ 飲み友以上、恋人未満の甘い方程式） | Drinking Buddies                                          | ジョー・スワンバーグ                        | アメリカ合衆国                 | アジアン・プレミア上映 日本では劇場未公開のままDVD発売                                                                                |
| エンプティ・アワーズ                                                                   | The Empty Hours (Las horas muertas )                      | アーロン・フェルナンデス                    | メキシコ · フランス · スペイン | 最優秀芸術貢献賞 受賞 アジアン・プレミア上映                                                                                          |
| ラヴ・イズ・パーフェクト・クライム （愛の犯罪者）                                      | Love is the Perfect Crime (L'AMOUR EST UN CRIME PARFAIT ) | アルノー・ラリユー ジャン＝マリー・ラリユー | フランス · スイス              | アジアン・プレミア上映 日本では劇場未公開のままDVD発売                                                                                |
| 馬々と人間たち                                                                         | Of Horses and Men (Hross í oss )                          | ベネディクト・エルリングソン                | アイスランド                   | 最優秀監督賞 受賞 アジアン・プレミア上映 2014年11月1日に日本で劇場公開                                                                |
| レッド・ファミリー                                                                     | Red Family (붉은 가족 )                                   | イ・ジュヒョン                              | 大韓民国                       | 観客賞 受賞 ワールド・プレミア上映 2014年10月4日に日本で劇場公開                                                                      |
| 歌う女たち                                                                             | Singing Women (Sarki Söyleyen Kadinlar )                  | レハ・エルデム                              | トルコ · ドイツ · フランス     | アジアン・プレミア上映 |
| ハッピー・イヤーズ                                                                     | Those Happy Years (Anni felici )                          | ダニエレ・ルケッティ                        | イタリア · フランス            | アジアン・プレミア上映 |
| オルドス警察日記                                                                       | To Live and Die in Ordos (警察日记 )                      | ニン・イン                                  | 中華人民共和国                 | 最優秀男優賞 受賞 ワールド・プレミア上映                                                                                              |
| ウィ・アー・ザ・ベスト!                                                                | We Are the Best! (Vi är bäst! )                           | ルーカス・ムーディソン                      | スウェーデン                   | 東京 サクラ グランプリ 受賞 アジアン・プレミア上映 「カリコレ2016／カリテ・ファンタスティック！シネマコレクション2016」で日本劇場公開 |

### 特別招待作品
| 上映題 （劇場公開題・DVD題）                                                       | 英語題 （原題）                                           | 監督                       | 製作国                                               | 備考                                                  |
| ---------------------------------------------------------------------------------- | --------------------------------------------------------- | -------------------------- | ---------------------------------------------------- | ----------------------------------------------------- |
| キャプテン・フィリップス                                                           | CAPTAIN PHILLIPS                                          | ポール・グリーングラス     | アメリカ合衆国                                       | オープニング作品 2013年11月29日に日本で劇場公開       |
| 清須会議                                                                           | The Kiyosu Conference                                     | 三谷幸喜                   | 日本                                                 | クロージング作品 2013年11月9日に日本で劇場公開        |
| アデル、ブルーは熱い色                                                             | ADELE : CHAPTERS 1 & 2 (LA VIE D'ADELE CHAPITRES 1 ET 2 ) | アブデラティフ・ケシシュ   | フランス                                             | 2014年4月5日に日本で劇場公開                          |
| 映画 ドキドキ!プリキュア マナ結婚!!?未来につなぐ希望のドレス                       | DOKIDOKI PRETTY CURE! THE MOVIE Memories for the Future   | 伊藤尚往                   | 日本                                                 | ワールド・プレミア上映 2013年10月26日に日本で劇場公開 |
| エレニの帰郷                                                                       | The Dust of Time (Η ΣΚΟΝΗ ΤΟΥ ΧΡΟΝΟΥ )                    | テオ・アンゲロプロス       | ギリシャ · ドイツ · カナダ · ロシア                  | 2014年1月25日に日本で劇場公開                         |
| オー!ファーザー                                                                    | Oh! Father                                                | 藤井道人                   | 日本                                                 | ワールド・プレミア上映 2014年5月24日に日本で劇場公開  |
| 鑑定士と顔のない依頼人                                                             | The Best Offer (La migliore offerta )                     | ジュゼッペ・トルナトーレ   | イタリア                                             | 2013年12月13日に日本で劇場公開                        |
| 潔く柔く きよくやわく                                                              | Beyond the Memories                                       | 新城毅彦                   | 日本                                                 | 2013年10月26日に日本で劇場公開                        |
| 恋するリベラーチェ                                                                 | Behind the Candelabra                                     | スティーヴン・ソダーバーグ | アメリカ合衆国                                       | 2013年11月1日に日本で劇場公開                         |
| サカサマのパテマ                                                                   | Patema Inverted                                           | 吉浦康裕                   | 日本                                                 | アジアン・プレミア上映 2013年11月9日に日本で劇場公開  |
| ジンクス!!!                                                                        | Jinx!!!                                                   | 熊澤尚人                   | 日本                                                 | ワールド・プレミア上映 2013年11月16日に日本で劇場公開 |
| すべては君に逢えたから                                                             | It All Began When I Met You                               | 本木克英                   | 日本                                                 | 2013年11月22日に日本で劇場公開                        |
| セッションズ                                                                       | The Sessions                                              | ベン・リューイン           | アメリカ合衆国                                       | 2013年12月6日に日本で劇場公開                         |
| パークランド――ケネディ暗殺、真実の4日間 （パークランド ケネディ暗殺、真実の4日間） | PARKLAND                                                  | ピーター・ランデズマン     | アメリカ合衆国                                       | 2014年6月28日に日本で劇場公開                         |
| バイロケーション                                                                   | BILOCATION                                                | 安里麻里                   | 日本                                                 | ワールド・プレミア上映 2014年1月18日に日本で劇場公開  |
| 晴れのち晴れ、ときどき晴れ                                                         | Ties                                                      | 内片輝                     | 日本                                                 | ワールド・プレミア上映 2013年11月23日に日本で劇場公開 |
| 武士の献立                                                                         | A Tale of Samurai Cooking - A True Love Story             | 朝原雄三                   | 日本                                                 | アジアン・プレミア上映 2013年12月14日に日本で劇場公開 |
| ブリングリング                                                                     | The Bling Ring                                            | ソフィア・コッポラ         | アメリカ合衆国 · フランス · イギリス · 日本 · ドイツ | 2013年12月14日に日本で劇場公開                        |
| ベヨネッタ ブラッディフェイト                                                      | BAYONETTA Bloody Fate                                     | 木﨑文智                   | 日本                                                 | ワールド・プレミア上映 2013年11月23日に日本で劇場公開 |
| マッキー                                                                           | MAKKHI (Eega )                                            | S・S・ラージャマウリ       | インド                                               | 2013年10月26日に日本で劇場公開                        |
| マラヴィータ                                                                       | Malavita                                                  | リュック・ベッソン         | アメリカ合衆国 · フランス                            | 2013年11月15日に日本で劇場公開                        |
| レイルウェイ 運命の旅路                                                            | THE RAILWAY MAN                                           | ジョナサン・テプリツキー   | オーストラリア · イギリス                            | 2014年4月19日に日本で劇場公開                         |

### アジアの未来
| 上映題 （劇場公開題・DVD題）               | 英語題 （原題）                        | 監督                   | 製作国            | 備考                                                                                              |
| ------------------------------------------ | -------------------------------------- | ---------------------- | ----------------- | ------------------------------------------------------------------------------------------------- |
| 空っぽの家                                 | Nobody’s Home (Köksüz )                | デニズ・アクチャイ     | トルコ            | アジアン・プレミア上映                                                                            |
| 流れ犬パアト                               | PAAT                                   | アミル・トゥーデルスタ | イラン            | アジアン・プレミア上映                                                                            |
| 祈りの雨                                   | A Prayer For Rain (A Prayer For Rain ) | ラヴィ・クマール       | インド · イギリス | ワールド・プレミア上映                                                                            |
| レコーダー 目撃者                          | Rekorder                               | ミクハイル・レッド     | フィリピン        | インターナショナル・プレミア上映                                                                  |
| リゴル・モルティス/死後硬直 （キョンシー） | Rigor Mortis (殭屍 )                   | ジュノ・マック         | 香港              | アジアン・プレミア上映 2014年10月25日に日本で劇場公開                                             |
| 祖谷物語 ―おくのひと―                      | The Tale of Iya                        | 蔦哲一朗               | 日本              | アジアの未来部門 スペシャル・メンション 受賞 ワールド・プレミア上映 2014年1月11日に日本で劇場公開 |
| 起爆                                       | Tinker Ticker (들개 )                  | キム・ジョンフン       | 大韓民国          | ワールド・プレミア上映                                                                            |
| 今日から明日へ                             | Today and Tomorrow (今天明天 )         | ヤン・フイロン         | 中華人民共和国    | アジアの未来部門 作品賞 受賞 ワールド・プレミア上映                                               |

### 日本映画スプラッシュ
| 上映題 （劇場公開題・DVD題）   | 英語題 （原題）                         | 監督       | 製作国 | 備考                                                                                      |
| ------------------------------ | --------------------------------------- | ---------- | ------ | ----------------------------------------------------------------------------------------- |
| 楽隊のうさぎ                   | "A Band Rabbit" and a boy               | 鈴木卓爾   | 日本   | ワールド・プレミア上映 2013年12月14日に日本で劇場公開                                     |
| サッドティー                   | SAD TEA                                 | 今泉力哉   | 日本   | ワールド・プレミア上映 2013年10月31日に日本で劇場公開                                     |
| 死神ターニャ                   | Death & Tanya                           | 塩出太志   | 日本   | ワールド・プレミア上映 2015年3月28日に日本で劇場公開                                      |
| 自分の事ばかりで情けなくなるよ | How Selfish I Am!                       | 松居大悟   | 日本   | ワールド・プレミア上映 2013年10月26日に日本で劇場公開                                     |
| そして泥船はゆく               | And the Mud Ship Sails Away             | 渡辺紘文   | 日本   | ワールド・プレミア上映 2014年12月13日に日本で劇場公開                                     |
| 友だちと歩こう                 | Walking with a Friend (tentative title) | 緒方明     | 日本   | ワールド・プレミア上映 2014年3月22日に日本で劇場公開                                      |
| なにもこわいことはない         | There's Nothing to Be Afraid of         | 斎藤久志   | 日本   | ワールド・プレミア上映 2013年11月16日に日本で劇場公開                                     |
| FORMA                          | Forma                                   | 坂本あゆみ | 日本   | 日本映画スプラッシュ部門 作品賞 受賞 ワールド・プレミア上映 2014年8月16日に日本で劇場公開 |
| 夜とケイゴカー                 | Night and Keigo's Car                   | 市川悠輔   | 日本   | ぴあフィルムフェスティバル (PFF) との提携企画 第35回PFFグランプリ受賞作の上映             |

### ワールド・フォーカス

#### ワールド・フォーカス
| 上映題 （劇場公開題・DVD題）                   | 英語題 （原題）                                                                                          | 監督                               | 製作国                                  | 備考                                                                                      |
| ---------------------------------------------- | --- | ---------------------------------- | --------------------------------------- | ----------------------------------------------------------------------------------------- |
| ボーグマン                                     | Borgman                                                                                                  | アレックス・ファン・ヴァーメルダム | オランダ · ベルギー · デンマーク        | 第66回カンヌ国際映画祭 コンペティション部門 上映作品 2014年10月25日に日本で劇場公開       |
| エリ                                           | Heli | アマ・エスカランテ                 | メキシコ · フランス · ドイツ · オランダ | ラテンビート映画祭との共催上映 第66回カンヌ国際映画祭 監督賞 受賞作品                     |
| Jin                                            | Jîn | レハ・エルデム                     | トルコ · ドイツ                         | 第63回ベルリン国際映画祭 ジェネレーション部門 上映作品                                    |
| ホドロフスキーのDUNE                           | Jodorowsky's Dune                                                                                        | フランク・パヴィッチ               | アメリカ合衆国                          | アジアン・プレミア上映 カンヌ国際映画祭監督週間 上映作品 2014年6月14日に日本で劇場公開    |
| マリー・イズ・ハッピー                         | Mary is Happy, Mary is Happy                                                                             | ナワポン・タムロンラタナリット     | タイ                                    |                                                                                           |
| 北（ノルテ） ― 歴史の終わり                    | Norte, The End of History (Norte, Hangganan ng Kasaysayan )                                              | ラヴ・ディアス                     | フィリピン                              | 山形国際ドキュメンタリー映画祭との共催上映 第66回カンヌ国際映画祭 ある視点部門 上映作品   |
| 魂を治す男                                     | One of a Kind (Mon âme par toi guérie )                                                                  | フランソワ・デュペイロン           | フランス                                | アジアン・プレミア上映 第61回サン・セバスティアン国際映画祭 コンペティション部門 上映作品 |
| パラダイス：愛                                 | PARADISE: Love (PARADISE: Liebe )                                                                        | ウルリヒ・ザイドル                 | オーストリア                            | 第65回カンヌ国際映画祭 コンペティション部門 上映作品 2014年2月22日に日本で劇場公開        |
| パラダイス：神                                 | PARADISE: Faith (PARADISE: Glaube )                                                                      | ウルリヒ・ザイドル                 | オーストリア                            | 第69回ヴェネツィア国際映画祭 審査員特別賞 受賞作品 2014年2月22日に日本で劇場公開          |
| パラダイス：希望                               | PARADISE: Hope (PARADISE: Hoffnung )                                                                     | ウルリヒ・ザイドル                 | オーストリア                            | 第63回ベルリン国際映画祭 コンペティション部門 上映作品 2014年2月22日に日本で劇場公開      |
| So Young （So Young 〜過ぎ去りし青春に捧ぐ〜） | So Young (致我們終將逝去的青春 )                                                                         | ヴィッキー・チャオ                 | 中華人民共和国                          | 2014年9月13日に日本で劇場公開                                                             |
| シチリアの裏通り                               | A Street in Palermo (Via Castellana Bandiera )                                                           | エンマ・ダンテ                     | イタリア · スイス · フランス            | 第70回ヴェネツィア国際映画祭 女優賞 受賞作品                                              |
| トム・アット・ザ・ファーム                     | Tom at the Farm (Tom à la ferme )                                                                        | グザヴィエ・ドラン                 | カナダ · フランス                       | 第70回ヴェネツィア国際映画祭 国際映画批評家連盟賞 受賞作品 2014年10月25日に日本で劇場公開 |
| 激戦 （激戦 ハート・オブ・ファイト）           | Unbeatable (激戰 )                                                                                       | ダンテ・ラム                       | 香港                                    | 2015年1月24日に日本で劇場公開                                                             |
| 愛を語るときに、語らないこと                   | What They Don't Talk About When They Talk About Love (Yang Tidak Dibicarakan Ketika Membicarakan Cinta ) | モーリー・スルヤ                   | インドネシア                            |                                                                                           |

#### 台湾電影ルネッサンス2013
| 上映題 （劇場公開題・DVD題）                | 英語題 （原題）                                       | 監督                                | 製作国   | 備考                          |
| ------------------------------------------- | ----------------------------------------------------- | ----------------------------------- | -------- | ----------------------------- |
| 27℃ ― 世界一のパン                          | 27°C- Loaf Rocks (世界第一麥方 )                      | リン・チェンシェン                  | 中華民国 |                               |
| 総舗師 ― メインシェフへの道 （祝宴!シェフ） | Zone Pro Site: The Moveable Feast (總舖師：移動大廚 ) | チェン・ユーシュン                  | 中華民国 | 2014年11月1日に日本で劇場公開 |
| 失魂                                        | Soul (失魂 )                                          | チョン・モンホン                    | 中華民国 |                               |
| 高雄ダンサー                                | Takao Dancer (打狗舞 )                                | ホー・ウェンシュン ファン・ウチョル | 中華民国 | ワールド・プレミア上映        |
| Together（英題）                            | Together (甜‧祕密 )                                   | シュイ・チャオレン                  | 中華民国 |                               |

#### ディスカバー亜洲電影
| 上映題 （劇場公開題・DVD題） | 英語題 （原題）                  | 監督                                                 | 製作国   | 備考         |
| ---------------------------- | -------------------------------- | ---------------------------------------------------- | -------- | ------------ |
| 坊やの人形                   | The Sandwich Man (兒子的大玩偶 ) | ホウ・シャオシェン ワン・レン ツォン・チュアンシアン | 中華民国 | 1983年の作品 |

### その他

#### 特別上映

##### 特別上映
| 上映題 （劇場公開題・DVD題など）   | 英語題 （原題）   | 監督               | 製作国   | 備考                                                |
| ---------------------------------- | ----------------- | ------------------ | -------- | --------------------------------------------------- |
| BEYOND: Two Souls                  | BEYOND: Two Souls | デヴィッド・ケイジ | フランス | 協賛特別上映 完全招待制での上映 都合により上映中止  |
| 東京オリンピック（デジタル修復版） | Tokyo Olympiad    | 市川崑             | 日本     | 1965年の作品のデジタル修復版 ワールド・プレミア上映 |

##### 日本アニメーションの先駆者（パイオニア）たち〜デジタル復元された名作
| 上映題 （劇場公開題・DVD題など） | 英語題 （原題）          | 監督     | 製作国 | 備考                                                                              |
| --- | ------------------------ | -------- | ------ | --------------------------------------------------------------------------------- |
| 日本アニメーションの先駆者（パイオニア）たち〜デジタル復元された名作 Pioneers of Japanese Animation: Digitally Restored Masterpieces |                          |          |        |                                                                                   |
| くもとちゅうりっぷ（デジタル復元版）                                                                                                 | The Spider And the Tulip | 政岡憲三 | 日本   | 1943年の作品 短編 (16分)                                                          |
| くじら（KUJIRA）（デジタル復元版）                                                                                                   | Whale                    | 大藤信郎 | 日本   | 1953年の作品 短編 (9分) 第6回カンヌ国際映画祭 短編部門 上映作品                   |
| 幽霊船（YUUREI SEN）（デジタル復元版）                                                                                               | The Phantom Ship         | 大藤信郎 | 日本   | 1956年の作品 短編 (11分)                                                          |
| のろまな爺 | Noroma na jiji           | 大藤信郎 | 日本   | 参考上映（新発掘作品の上映） 1924年の作品 短編 (5分)                              |
| 竹取物語 | Taketori Monogatari      | 大藤信郎 | 日本   | 参考上映（新発掘作品の上映） 未完作品のテストフィルム上映 1961年の作品 短編 (3分) |

#### みなと上映会
| 上映題 （劇場公開題・DVD題など）                    | 英語題 （原題）                   | 監督                         | 製作国           | 備考 |
| --------------------------------------------------- | --------------------------------- | ---------------------------- | ---------------- | --- |
| みなと上映会 Aプログラム Minato Screening Program A |                                   |                              |                  | |
| スイミー                                            | Swimmy                            | ジュリオ・ジャンニーニ       | イタリア         | 短編 (5分) 第21回キンダー・フィルム・フェスティバル 特別上映作品 |
| ストライキ大作戦!                                   | I'm Going Mum's                   | ジェレミー・マーシー         | ニュージーランド | 短編 (13分) 第21回キンダー・フィルム・フェスティバル キンダー審査員が選ぶ、キンダー・フィルム最優秀作品賞 (短編部門) 受賞作品 第21回キンダー・フィルム・フェスティバル 大人がえらぶ、子どもたちに見せたい映画 国際特別審査員賞 受賞作品 ライブシネマ上映 |
| ハリネズミとチップ                                  | HEDGEHOGS AND THE CITY            | エヴァラッド・ラシス         | ラトビア         | 短編 (10分) 第21回キンダー・フィルム・フェスティバル 大人がえらぶ、子どもたちに見せたい映画 国際特別審査員賞 受賞作品 |
| Moon～ムーン～                                      | HANNA AND THE MOON                | ケイト・カーター             | イギリス         | 短編 (6分) 第21回キンダー・フィルム・フェスティバル コンペティション部門 上映作品 ライブシネマ上映 |
| みえないパパとわたしと…                             | Cheong                            | キム・ジュンイ               | 大韓民国         | 短編 (18分) 第21回キンダー・フィルム・フェスティバル コンペティション部門 上映作品 ライブシネマ上映 |
| みなと上映会 Bプログラム Minato Screening Program B |                                   |                              |                  | |
| ケーブマン                                          | Crazy Caveman                     | グラハム・ラルフ             | イギリス         | 短編 (5分) 第21回キンダー・フィルム・フェスティバル 特別上映作品 |
| 空とぶニコ                                          | NIKO2 Little Brother, Big Trouble | カリー・ユーソネン           | フィンランド     | 長編 (75分) 第21回キンダー・フィルム・フェスティバル キンダー審査員が選ぶ、キンダー・フィルム最優秀作品賞 (長編部門) 受賞作品 ライブシネマ上映 |
| みなと上映会 Bプログラム Minato Screening Program C |                                   |                              |                  | |
| 森に生きる少年 ～カラスの日～                       | Le Jour des Corneilles            | ジャン＝クリストフ・デッサン | フランス         | 長編 (90分) フランス映画祭2013 (第21回) 上映作品 |

#### 文化庁映画週間
| 上映題 （劇場公開題・DVD題）          | 英語題 （原題）                                             | 監督              | 製作国 | 備考                                                                  |
| ------------------------------------- | ----------------------------------------------------------- | ----------------- | ------ | --------------------------------------------------------------------- |
| 先祖になる                            | Roots                                                       | 池谷薫            | 日本   | 文化記録映画 大賞 受賞 招待制での上映 2013年2月16日に日本で劇場公開   |
| 福島 生きものの記録 シリーズ1～被曝～ | FUKUSIMA: A RECORD OF LIVNG THINGS Episode One 〜Exposure〜 | 岩崎雅典          | 日本   | 文化記録映画 優秀賞 受賞 招待制での上映                               |
| 異国に生きる 日本の中のビルマ人       | Life in a Foreign Land: Burmese in Japan                    | 土井敏邦          | 日本   | 文化記録映画 優秀賞 受賞 招待制での上映 2013年3月30日に日本で劇場公開 |
| 決闘高田の馬場                        | Takadanobaba Duel                                           | マキノ正博 稲垣浩 | 日本   | 1937年の作品の1952年公開版 招待制での上映                             |
| 赤ひげ                                | Red Beard                                                   | 黒澤明            | 日本   | 1965年の作品 招待制での上映                                           |
| 螢火                                  | The Night of Firefly                                        | 五所平之助        | 日本   | 1958年の作品 招待制での上映                                           |
| 座頭市血笑旅                          | Fight, Zatoichi, Fight                                      | 三隅研次          | 日本   | 1964年の作品 招待制での上映                                           |

## 提携企画
- 東京国際映画祭 円谷プロ50周年企画
  - 上映作品：『ウルトラマン』HDリマスター2.0 - 第13話「オイルSOS」、第19話「悪魔はふたたび」、第39話「さらばウルトラマン」
- 日本映画監督協会新人賞、上映とシンポジウム
  - 上映作品：『ドコニモイケナイ』（監督：島田隆一）
- 「映画館に行こう!」実行委員会×スカパー!　第2回 新作映画イッキに見せます in 東京国際映画祭
- 映画の未来 〜バリアフリー上映に対応する新しい劇場設備と、バリアフリー上映によって広がる観客の可能性についてのシンポジウム
  - 上映作品：『武士の献立』（監督：朝原雄三）
- 8Kスーパーハイビジョン スペシャルプレゼンテーション by TIFF×NHK
  - 上映作品：『美人の多い料理店』（監督：李闘士男/28分）、『コーラス』（監督：岩松了/22分）など[4]
- 日米フィルムアカデミー
- CineGrid@TIFF 2013
- コリアン・シネマ・ウィーク 2013
- ショートショート フィルムフェスティバル&アジア「フォーカス・オン・アジア&ワークショップ」
- 第7回 田辺・弁慶映画祭
- 第3回日本学生映画祭 
  - 上映作品：『ぽんぽん』（監督：中村祐太郎）、『前歯の前ちゃん』（監督：神谷年寿）、『ふたりいろ』（監督：塚本倫之）、『あきちあそび』（監督：大城良輔）、『海外志向』（監督：太田達成）、『Nest』（監督：ガン・デ・ラン）
- MPAセミナー／映画配信の将来
- 「デジタル時代の映画保存の在り方について」
- 2013東京／沖縄・中国映画週間
- 第10回ラテンビート映画祭
- ポーランド映画祭2013

## 受賞結果
コンペティション
- 東京 サクラ グランプリ： 『ウィ・アー・ザ・ベスト!』 (監督：ルーカス・ムーディソン)
- 審査員特別賞： 『ルールを曲げろ』 (監督：ベーナム・ベーザディ)
- 最優秀監督賞： ベネディクト・エルリングソン (『馬々と人間たち』)
- 最優秀女優賞： ユージン・ドミンゴ (『ある理髪師の物語』)
- 最優秀男優賞： ワン・ジンチュン (『オルドス警察日記』)
- 最優秀芸術貢献賞： 『エンプティ・アワーズ』 (監督：アーロン・フェルナンデス)
- 観客賞： 『レッド・ファミリー』 (監督：イ・ジュヒョン)

アジアの未来
- 作品賞： 『今日から明日へ』 (監督：ヤン・フイロン)
- スペシャル・メンション： 『祖谷物語 ―おくのひと―』 (監督：蔦哲一朗)

日本映画スプラッシュ
- 作品賞： 『FORMA』 (監督：坂本あゆみ)

## 審査員

### コンペティション
- 審査委員長
  - チェン・カイコー (映画監督)
- 審査員
  - ムン・ソリ (女優)
  - クリス・ブラウン (映画プロデューサー)
  - クリス・ワイツ (映画監督/脚本家/映画プロデューサー)
  - 寺島しのぶ (女優)

### アジアの未来
- 青山真治 (映画監督)
- ジェイコブ・ウォン (香港国際映画祭キュレーター)
- 野島孝一 (映画ジャーナリスト)

### 日本映画スプラッシュ
- パオロ・ベルトリン (映画祭プログラマー)
- クリスチャン・ジュンヌ (カンヌ国際映画祭代表補佐)
- 瀬々敬久 (映画監督)

## その他
- 2013年9月8日（日本時間）に2020年開催の夏季オリンピックの開催都市が東京に決まったことを受けて、映画祭最終日に映画『東京オリンピック』（総監督：市川崑/1965年）のデジタル修復版を上映することが10月10日に発表された[5]。デジタル復元作業には約2年の歳月がかかっており、これがワールドプレミア上映となる。
- 協賛特別上映の『BEYOND: Two Souls』が都合により上映中止となることが、映画祭初日の10月17日に発表された[3]。